# Emoia jakati
Emoia jakati är en ödleart som beskrevs av  Felix Kopstein 1926. Emoia jakati ingår i släktet Emoia och familjen skinkar. Inga underarter finns listade i Catalogue of Life.